# 西里
西里（英語：Sili）是位於奧富-奧洛塞加上的一座小村莊。西里位於西北海岸，在村莊的大部分地區被颶風摧毀（隨後被廢棄）後，如今只剩下一處有人居住的房屋。
它位於奧洛塞加縣。